# 단백질 전구체
단백질 전구체(蛋白質前驅體, 영어: protein precursor)는 번역 후 변형(분자의 일부를 떼어내거나 다른 분자를 첨가하는 것 등)을 통해 활성 형태로 전환될 수 있는 비활성 단백질(또는 펩타이드)이다. 프로-단백질(영어: pro-protein), 프로-펩타이드(영어: pro-peptide)라고도 한다. 단백질 전구체의 이름 앞에는 종종 "pro-"라는 접두사가 붙는다. 이러한 예로는 프로인슐린과 프로오피오멜라노코르틴이 있는데, 둘다 프로호르몬이다.
단백질 전구체는 후속 단백질이 잠재적으로 해롭지만 짧은 시간 내에 대량으로 이용해야할 때 생물체에 의해 종종 사용된다. 효소 전구체는 지모겐 또는 프로엔자임이라고 불린다. 효소 전구체의 예로는 사람의 소화관의 효소가 있다.
일부 단백질 전구체는 세포에서 분비된다. 이들 중 다수는 분비를 목표로 하는 N-말단 신호 펩타이드와 함께 합성된다. 신호 펩타이드를 함유한 다른 단백질과 마찬가지로, 이들 단백질의 이름 앞에는 "pre-"라는 접두가사 붙는다. 따라서 이를 프리-프로-단백질(영어: pre-pro-protein) 또는 프리-프로-펩타이드(영어: pre-pro-peptide)라고 한다. 신호 펩타이드는 소포체에서 절단된다. 예로는 프리프로인슐린이 있다.
프로-시퀀스(영어: pro-sequence)는 단백질의 올바른 접힘에 필수적인 부분으로, 일반적으로 단백질이 비활성 상태에서 활성 상태로 전환될 때 필요하다. 프로-시퀀스는 프로-단백질의 수송 및 분비에도 관여할 수 있다.
프로-도메인(영어: pro-domain)은 프로-단백질의 도메인이다.

## 같이 보기
- 프리호르몬
- 프로호르몬
- 프리프로호르몬
- 프로드러그